# 西域亲军都指挥使司
西域亲军都指挥使司，是元朝在西域的軍事管轄區名，

## 簡介
秩正三品。元贞元年始立，设官十一员。大德十一年，增都指挥使二员，又增指挥使三员、副都指挥使二员、佥事二员。至大四年，省都指挥使五员、副都指挥使二员、佥事二员。后定置达鲁花赤一员，正三品；都指挥使二员，正三品；副都指挥使二员，从三品；佥事二员，正四品；经历二员，从七品；知事二员，承发架阁兼照磨一员，并从八品；令史七人，通事、译史、知印各一人，镇抚二员。